# Lars Conrad
Lars Conrad (* 1. Juni 1976 in Berlin) ist ein ehemaliger deutscher Schwimmer, der mit Staffeln der Nationalmannschaft mehrere internationale Medaillen errungen hat.

## Werdegang
Conrad schwamm bevorzugt die 100-m- und 200-m-Freistilstrecken. Er startete zusammen mit Thomas Rupprath für den Verein Wasserfreunde Hannover. Außerdem studierte Conrad Wirtschaftswissenschaften. Im Jahr 2008 beendete er seine sportliche Karriere.
Anschließend war Conrad ab September 2008 Assistent von Carsten Maschmeyer beim Finanzdienstleistungsunternehmen AWD Holding AG und anschließend von Mai 2009 bis Dezember 2011 bei der Muttergesellschaft Swiss Life Select.

## Erfolge

### Einzelstrecken
- acht deutsche Meistertitel seit 1996 (100 und 200 m Freistil)
- Kurzbahn-Europameister 1996 in Rostock über 100 und 200 m Freistil
- Bronzemedaille bei den Kurzbahnweltmeisterschaften 1997 in Göteborg über 200 m Freistil

### Staffeln
- Kurzbahneuropameister 1996 in Rostock mit der 4 × 50-m-Freistilstaffel und der 4 × 50-m-Lagenstaffel
- Kurzbahnweltmeister 1997 in Göteborg mit der 4 × 100-m-Freistilstaffel
- Bronzemedaille bei den Europameisterschaften 1997 in Sevilla mit der 4 × 200-m-Freistilstaffel
- Europameister 1999 in Istanbul mit der 4 × 200-m-Freistilstaffel, Bronzemedaille mit der 4 × 100-m-Freistilstaffel
- Silbermedaille bei den Europameisterschaften 2000 in Helsinki mit der 4 × 100-m-Freistilstaffel
- Bronzemedaille bei den Weltmeisterschaften 2001 in Fukuoka mit der 4 × 100-m-Freistilstaffel
- Europameister 2002 in Berlin mit der 4 × 100-m-Freistilstaffel, Silbermedaille mit der 4 × 200-m-Freistilstaffel
- Bronzemedaille bei den Weltmeisterschaften 2003 in Barcelona mit der 4 × 200-m-Freistilstaffel
- Silbermedaille bei den Olympischen Spielen 2004 in Athen mit der 4 × 100-m-Lagenstaffel

## Rekorde
| Deutsche Rekorde (2)                                   | Deutsche Rekorde (2) | Deutsche Rekorde (2) | Deutsche Rekorde (2) |
| ------------------------------------------------------ | -------------------- | -------------------- | -------------------- |
| 4 × 100 m Freistil (mit Spanneberg, Kruppa und Herbst) | 03:15,98 min         | 29. Juli 2003        | Barcelona            |
| 4 × 100 m Lagen (mit Driesen, Rupprath und Kruppa)     | 03:33,62 min         | 21. August 2004      | Athen                |
| (Stand: 1. August 2008)                                |                      |                      |                      |